# Barlissen
Barlissen ist ein Dorf in Südniedersachsen und neben dem Hauptort der einzige weitere Ortsteil der Gemeinde Jühnde im Landkreis Göttingen.

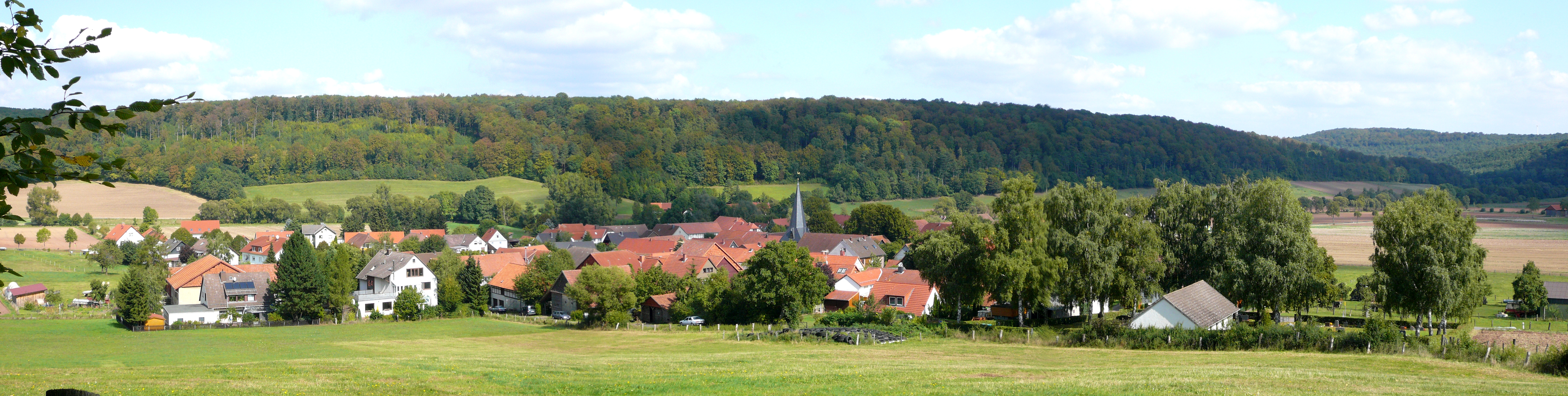
Südwestansicht von Barlissen

## Lage
Barlissen liegt im Tal der Dramme auf etwa 240 m ü. NHN. Der Ort liegt im Naturpark Münden und ist auf allen Seiten vom Landschaftsschutzgebiet Weserbergland-Kaufunger Wald (LSG GÖ 00015) im Landkreis Göttingen umschlossen. Nördlich und östlich des Dorfes erhebt sich die bewaldete Emme (Emmeberg 313 m), südwestlich der Steinberg (408 m) und südöstlich der Dettberg (322 m). Nachbardörfer sind Jühnde, Dahlenrode und Atzenhausen. Erschlossen ist Barlissen durch die Kreisstraße 209, die den Ort mit Jühnde und mit der Landstraße 564 verbindet.

## Geschichte
Die erste schriftliche Nennung Barlissens stammt aus dem Jahr 1233 und führt einen Cunradus de Berleibisin an.
Barlissen war im Mittelalter bis ins 14. Jahrhundert der Stammsitz der Familie von Berlepsch. Die Burganlage wurde nach 1297 zerstört, nach anderen Angaben in der Mitte des 14. Jahrhunderts. Spätestens 1455 besaß das Kloster Hilwartshausen einen Hof in Barlissen. Verwaltungsrechtlich gehörte Barlissen um 1800 zum Gericht Jühnde im Amt Münden, von 1852 bis 1859 zum Amt Dransfeld und von 1885 bis 1972 zum Landkreis Münden. Im Januar 1973 ging dieser im Landkreis Göttingen auf, gleichzeitig wurde Barlissen in die Gemeinde Jühnde eingegliedert.

### Ortsname
Während die erste Erwähnung den Namen als Berleibisin überliefert, wird bereits in einer Erwähnung aus dem Jahr 1265 der Name in seiner für das 13. und 14. Jahrhundert typischen Form Berlevessen angeführt. Beide Urkunden beziehen sich auf eine Person, der Name wurde deshalb von Günter Neumann hier als Geschlechtername der Herren von Berlepsch bezeichnet. Eine Urkunde aus dem Jahr 1266 bringt Berlevessen dagegen auch direkt als Ortsnamen. Die zweite Silbe -lev- ist in einzelnen Belegen – so auch im ersten – ins Hochdeutsche zu -leib- übertragen, seit Mitte des 14. Jahrhunderts kommt in dieser Silbe auch ein -i- oder -y- vor, z. B. 1364 Berlyvissin. Ab Ende des 14. Jahrhunderts tauchen immer häufiger Namensformen mit „-a-“ statt „-e-“ in der vorderen Silbe auf, im 16. Jahrhundert setzte sich diese Namensform dann durch. Ab 1844 taucht nur noch die heutige Form „Barlissen“ auf. Die Namensbedeutung wird auf einen Personennamen Berleb / Bernleb  zurückgeführt, an den als Ortsnamensendung ein verschliffenes -hem (=heim) oder -husen angehängt ist – wahrscheinlicher ist wegen der vielen -hausen-Orte in der Region die Endung -husen. Der Personenname setzt sich zusammen aus Ber(n) = „Bär“ und -leb/-lef = „Hinterlassenschaft / Nachkomme“. Weil Personennamen häufig keinen eigentlichen Bedeutungssinn haben, raten wissenschaftliche Veröffentlichungen von einer Übertragung ab.

### Einwohnerentwicklung
- 1689: 167[9]
- 1821: 158[9]
- 1871: 247[9]
- 1885: 242[7]
- 1910: 220[10]
- 1925: 217[7]
- 1933: 220[7]
- 1939: 233[7]
- 1950: 382[9]
- 1973: 220[9]

## Kultur und Sehenswürdigkeiten
In der Liste der Baudenkmale in Jühnde sind für Barlissen 16 Baudenkmale aufgeführt.
Das historische Dorfbild Barlissens wird von Hakenhöfen bestimmt, deren Wohngebäude meist zweistöckige Fachwerkhäuser des ausgehenden 18. und des 19. Jahrhunderts sind.

### Kirche

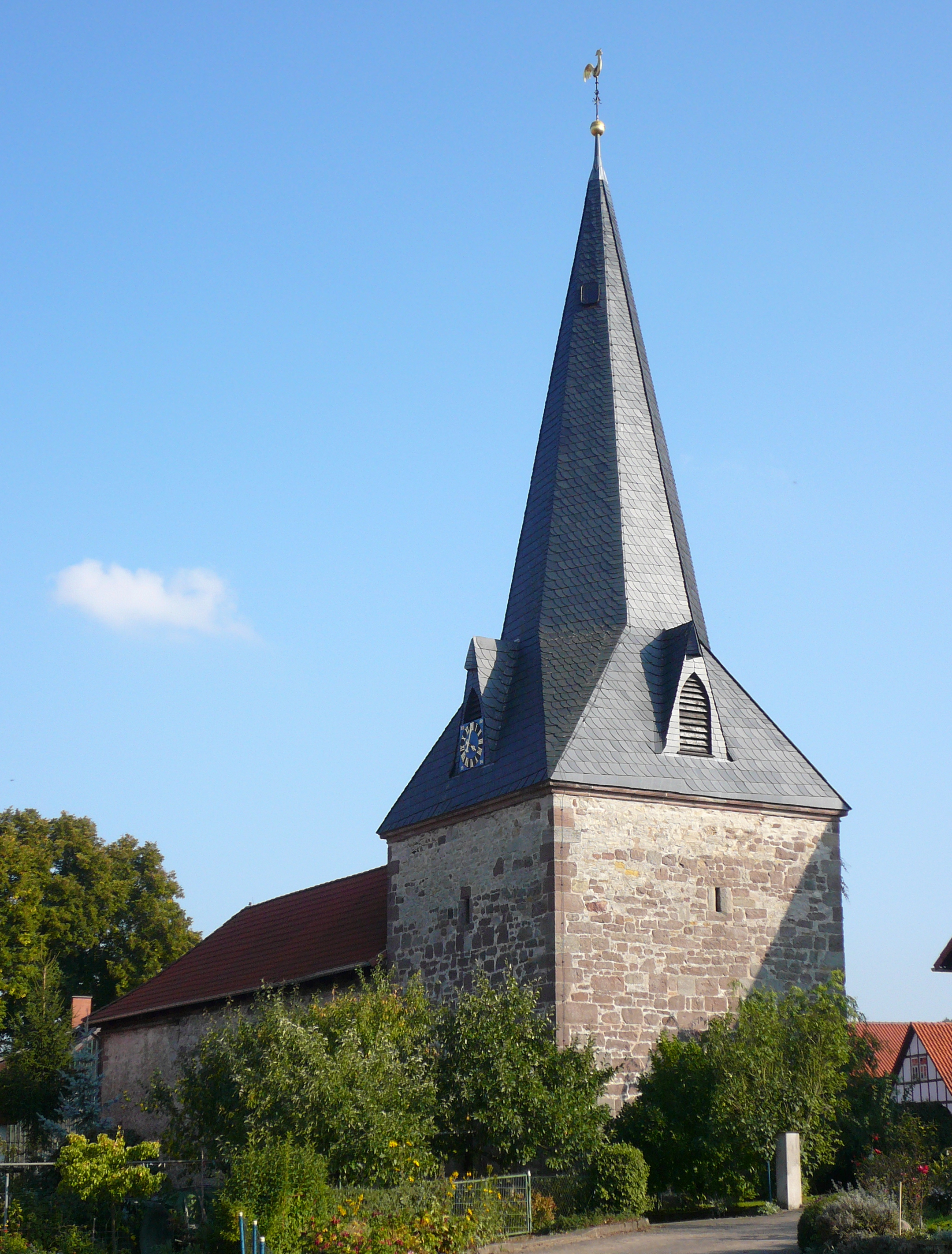
Kirche St. Laurentius

Die evangelisch-lutherische Pfarrkirche St. Laurentius liegt auf einer Anhöhe im Dorf. Im Mittelalter war sie der Sedes (Erzpriesterkirche) Sieboldshausen im Archidiakonat Nörten untergeordnet und lag wie die gesamte Region im Bereich der Erzdiözese Mainz.
Der Westturm des Kirchengebäudes besitzt einen massiven gotischen Unterbau aus unregelmäßig behauenen Sandsteinquadern mit nur wenigen kleinen Fensteröffnungen und wirkt damit wehrhaft. Die Grundmaße des Turms betragen 7,65 m × 7,72 m, die Mauerstärke unten etwa 1,70 m, der Turminnenraum hat eine Fläche von 16 m². Der Spitzhelm ist verschiefert und wurde Ende des 19. Jahrhunderts aufgesetzt. Der rechteckige Kirchensaal ist aus Bruchsteinen gemauert, nur die Gliederungselemente aus zugehauenen Steinen. Der Saalbau wurde im Spätbarock erneuert, besitzt aber in der nördlichen Außenwand noch romanische Reste.
Eine Fensterwand trennt den hinteren Teil des Saales ab, er wird als Winterkirche und Gemeinderaum genutzt. Die gegenüberliegende Kanzelaltarwand ist statt mit einem Kruzifix mit einer Figur des segnenden Christus über dem Altartisch versehen. Der aus Sandstein gehauene Taufstein stammt aus dem Jahr 1604 und trägt das Wappen der Herren von Adelebsen zu Jühnde.

### Burg
Eine Burg in Barlissen war Stammsitz der Familie von Berlepsch. Historische Zeugnisse für die Burg in Barlissen bestehen nur wenige: Die Ersterwähnung erfolgte 1266, bereits 1297 belegt die letzte schriftliche Erwähnung der Burg, dass Herzog Albrecht der Feiste der Stadt Göttingen zusagte, die Burg zerstören zu lassen.

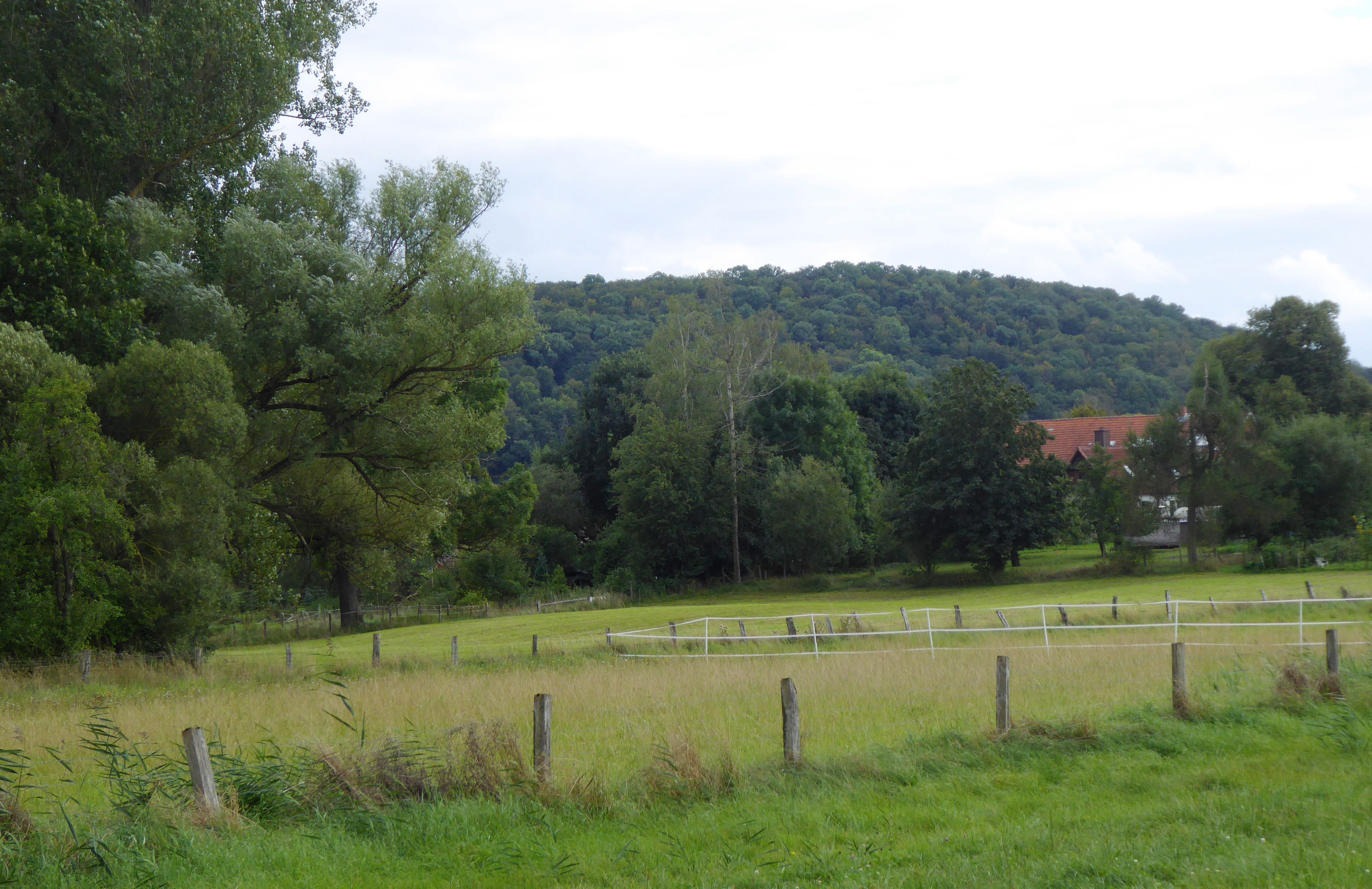
Blick auf den Standort der Ringwallanlage

Als Burgstandort im Gelände nur noch sehr schwach erkennbar ist ein kleiner Ringwall mit umlaufendem Graben, der im Bereich der Drammeniederung am nördlichen Ortsrand liegt und als Überrest einer Turmhügelburg gedeutet wird. Bezeichnet wird die Burganlage nach dem Flurnamen „Hinterm Walle“, nach der mündlichen örtlichen Überlieferung als „dat Gefangenenhus“ oder nach einer der urkundlich bezeugten Ortsnamensschreibweisen als „Burg Berlevessen“.
Anfang des 20. Jahrhunderts wurde ein Großteil des Hügels abgetragen und damit der Graben verfüllt, so dass heute ein nur noch flacher Hügel von etwa 21 × 25 m Ausdehnung und eine 11–18 m breite sumpfige Senke als Rest eines Wassergrabens erkennbar sind. Im Jahre 1938 wurde in der Nähe ein Baumsarg gefunden, der auf das 9. Jahrhundert datiert und 1945 zerstört wurde. Archäologische Untersuchungen des Burgplatzes beschränken sich auf einen 1963 durchgeführten Grabungsschnitt, der hoch- bis spätmittelalterliche Keramik sowie Holzkohlepartikel zutage förderte, aber keine Bebauungsreste. Einige Veröffentlichungen gehen dennoch von einer Datierung des Wallrings auf die vorkarolingische Zeit aus.
Die mittelalterliche Burg der Herren von Berlepsch wurde in älterer Forschung als zweite, eigenständige Anlage im Bereich der Kirche und des Ties vermutet, das Kirchenschiff und der Turm wurden als Teile der Burgmauer, des Palas und des Bergfrieds der Burg gedeutet. Die Burg habe demnach Ausmaße von etwa 75 × 85 Meter und eine etwa ovale Grundfläche gehabt, Gräben und Wälle seien in Teilbereichen im Dorf noch Anfang der 1960er Jahre erkennbar gewesen. In einem dem Tie benachbarten Haus sollen in der Umfassungsmauer des Kellers Reste des Tor- und Bollwerks der Burg erhalten sein. Andere Veröffentlichungen ziehen die Deutung der Befunde am Kirchenbauwerk in Zweifel beziehungsweise lehnen die Lokalisierung der Burg im Bereich der Kirche ab. Der urkundlich erwähnte Stammsitz der Herren von Berlepsch wird dann mit der Ringwallanlage identifiziert.

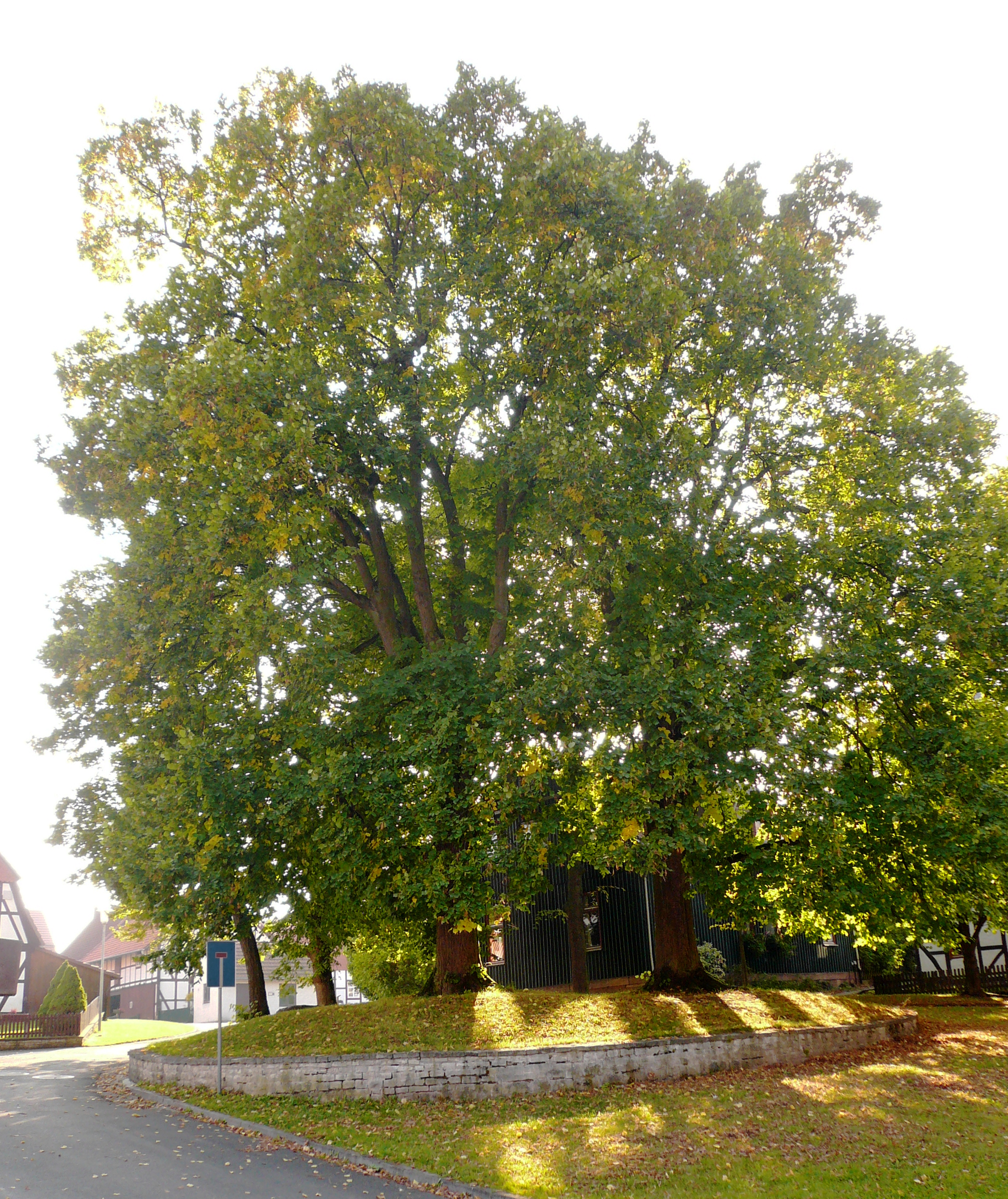
Tie

### Tie
Der erhöht liegende, halbkreisförmige Tie des Ortes ist mit sieben Linden bestanden und von einer Sandsteinmauer eingefasst, die zum Drammetal hin etwa 60 Zentimeter hoch ist. Darauf liegt als Tiestein ein großer Quarzitmonolith mit den Maßen 148 × 102 × 25 Zentimeter. Der Tiehügel umfasst eine Fläche von 20 × 30 Metern.

### Vereine
In Barlissen gibt es als Vereine neben der Freiwilligen Feuerwehr und der Feuerwehrkameradschaft einen Schützenverein, einen Seniorenkreis und den Männergesangverein Concordia sowie die Bioenergiedorf Barlissen eG i. G.

## Persönlichkeiten
- Hermann Muhs (1894–1962), Jurist und Politiker (NSDAP), Reichsminister